# Konstanzer Straße (metrostation)
Konstanzer Straße is een station van de metro van Berlijn, gelegen onder de Brandenburgische Straße, nabij de kruising met de Konstanzer Straße, in het Berlijnse stadsdeel Wilmersdorf. Het werd op 28 april 1978 geopend aan het eerste deel van de noordwestelijke verlenging van de U7.
Station Konstanzer Straße heeft een eilandperron met uitgangen aan beide uiteinden. Zoals alle stations op het in 1978 geopende deel van de U7 werd het ontworpen door Rainer Rümmler. Op de wanden is in mozaïek een lijnenmotief in de kleuren zwart, rood, geel en wit aangebracht. Deze kleuren zijn afkomstig uit het wapen van de stad Konstanz, waaraan het metrostation zijn naam dankt. De horizontale lijnen symboliseren de snelheid van de metro. Een bijzonderheid vormen de nog oorspronkelijke oranjekleurige stationsborden, die hier niet zoals elders door moderne exemplaren vervangen zijn.
Dertig jaar lang had het station slechts één uitgang, aan de zuidzijde. Na een brand in station Deutsche Oper in 2000 besloot men echter dat alle stations om veiligheidsredenen minstens twee uitgangen moeten hebben. Konstanzer Straße was een van de laatste stations die onder handen genomen werd; de tweede uitgang, leidend naar de middenberm van de Brandenburgische Straße, kwam in gebruik op 28 mei 2008. Sinds een aantal jaren worden de Berlijnse metrostations daarnaast een voor een toegankelijk gemaakt voor mindervaliden. Station Konstanzer Straße zal volgens de prioriteitenlijst van de Berlijnse Senaat echter pas na 2010 uitgerust worden met een lift.